# Bartnictwo
Treść tego artykułu należy opracować w taki sposób, aby nie uwypuklała nadmiernie polskiej specyfiki / aby nie zawężała się tylko do polskich warunków
 Po wyeliminowaniu niedoskonałości należy usunąć szablon {{Dopracować}} z tego artykułu.

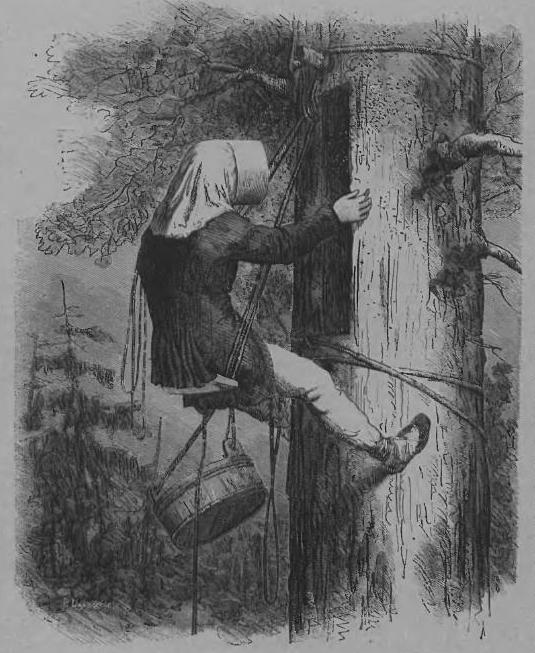
Józef Łapczyński – Wybieranie barci u Kurpiów (1870)

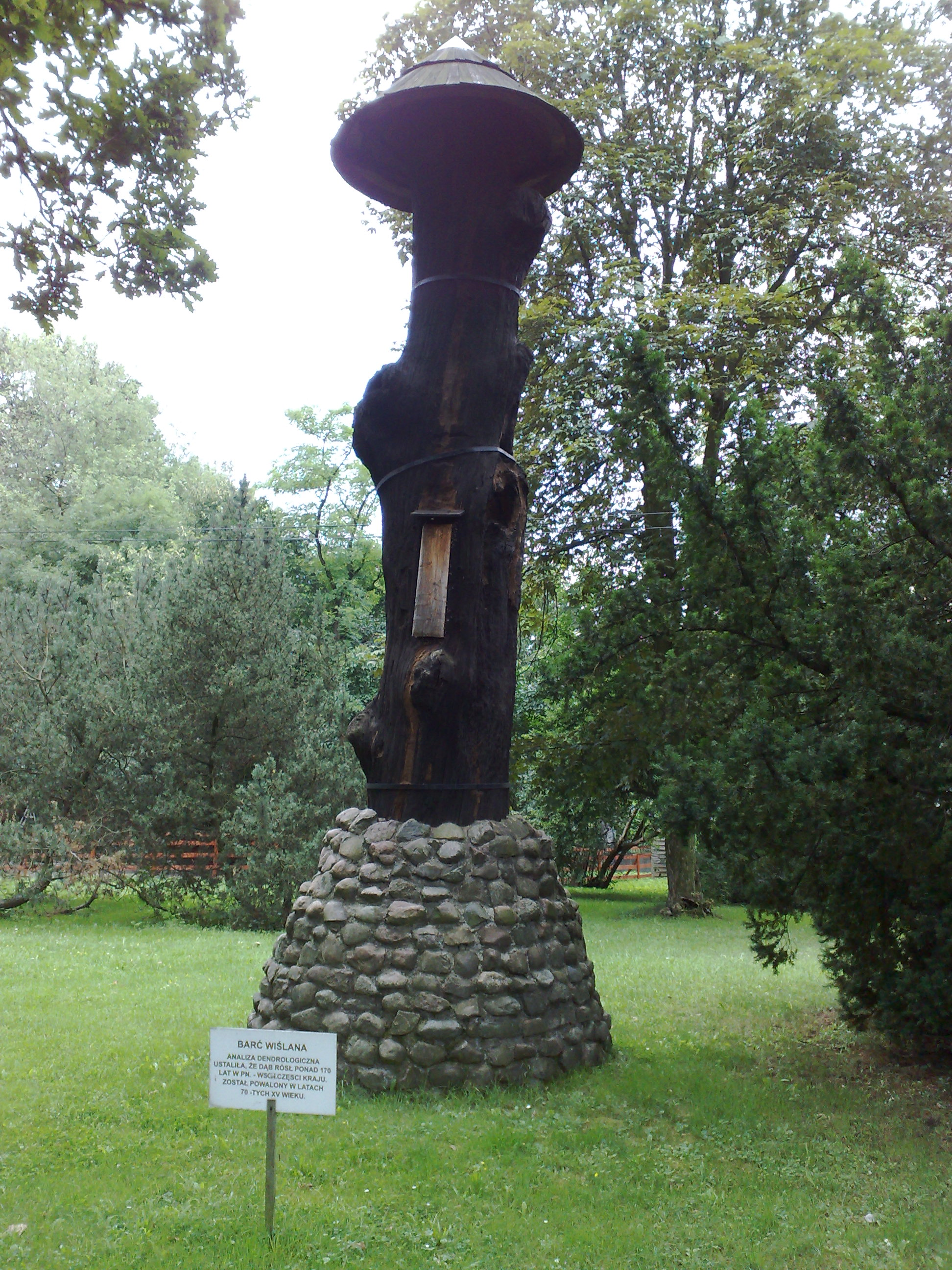
Barć kłodowa datowana na rok 1474 w Skansenie Pszczelarskim w Swarzędzu

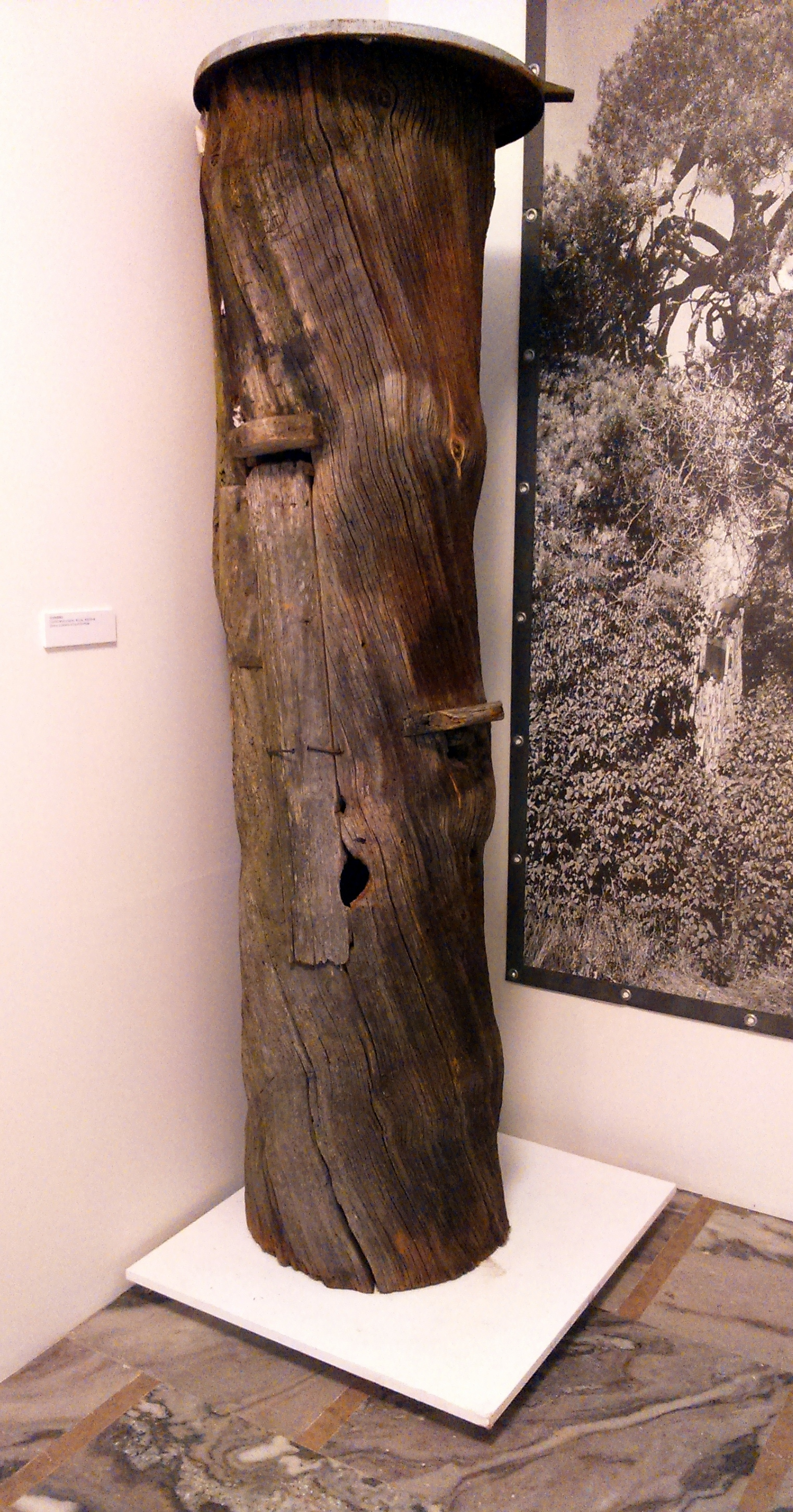
Ul kłodowy z Czarni koło Myszyńca, przełom XIX i XX wieku

Bartnictwo – dawna forma pszczelarstwa leśnego, polegająca na chowie pszczół (głównie pszczół leśnych, tzw. borówek) w specjalnie w tym celu wydrążonych dziuplach drzew, czyli barciach. Szczytowy rozwój tej profesji przypada w Polsce na wiek XVI i XVII, zanikła w wieku XIX. Zbieraniem miodu zajmowali się bartnicy, zwani również bartodziejami. Był to zawód dziedziczny. W Polsce piastowskiej jedynie bartodzieje mieli przywilej dostarczania miodu na dwór książęcy. Zrzeszeni byli we własnych cechach, regulujących zwyczaje i rozsądzających spory. Barcie lokowano przeważnie na dębach i sosnach, rzadziej grabach, bukach czy lipach. Dziano je w pniach co najmniej metrowej średnicy. Najwięcej barci dziano w sosnach, które musiały rosnąć ok. 120 lat, aby osiągnąć odpowiedni do tego rozmiar.
Bartnicy wspinali się do barci przy pomocy powrozów, tzw. leziw, później drabin. Przed wyjęciem plastrów miodu pszczoły podkurzano przy użyciu fajek bartniczych, naczyń dymnych czy pochodni. Praca bartnika różniła się od pracy pszczelarza, wysoko ustawiona barć jest naturalnym miejscem dla pszczół i bartnik nie musiał troszczyć się o to, by pszczoły nie uciekły.
Barcie leśne przewyższały wydajnością ule, ponieważ pszczoły leśne miały więcej pokarmu w najbliższej okolicy. Ponadto pszczoły wylatujące z pewnej wysokości miały większy zasięg lotu niż pszczoły wylatujące z ula ustawionego na ziemi. Entomolog-apiolog Józef Banaszak stwierdził, że wydajność ta była większa nawet dwudziestokrotnie.
Najważniejsze rośliny miododajne tamtych czasów to wrzosy i lipy. W późniejszym okresie ważną rolę odgrywały rośliny uprawne i pastewne jak rzepak, łubin czy koniczyna.

## Historia
Wcześniej istniejące, a nie spisane, prawa dla bartników zostały uznane przez króla Kazimierza III Wielkiego i umieszczone w statutach wiślickich w 1347 roku – najstarszej kodyfikacji polskiego prawa. Od czasów średniowiecznych bartnicy polscy zrzeszali się w osobnych bractwach bartnych.
W latach 1750–1800 notowano 20 tys. zajętych przez pszczoły barci na Pomorzu Zachodnim. W Królestwie Kongresowym w 1827 roku było ich 70 tys. W 1936 roku w Puszczy Białowieskiej udało się udokumentować 68 drzew bartnych; bartnictwo było tam zakazane od 1888 roku.
W XXI wieku rozpoczęto w Polsce próby reaktywacji bartnictwa przy pomocy bartników sprowadzonych z Baszkortostanu w Nadleśnictwie Spała, w Puszczy Pilickiej koło Tomaszowa Mazowieckiego.
W dniu 17 grudnia 2020 r. kultura bartnicza została wpisana na Reprezentatywną Listę Niematerialnego Dziedzictwa Kulturowego Ludzkości UNESCO w wyniki decyzji podjętej przez Międzyrządowy Komitet ds. Ochrony Niematerialnego Dziedzictwa Kulturowego podczas 15. sesji w Paryżu. To drugi polski wpis na liście (po szopkarstwie krakowskim), przy czym Polska złożyła wniosek wraz z Białorusią.

## Literatura
- Urszula Kuczyńska: Bartnicy Jego Królewskiej Mości – bartnictwo kurpiowskie. Kurpie, 2013-03-25. [dostęp 2022-10-23]. [zarchiwizowane z tego adresu].
- Stefan Blank-Weissberg: Barcie i kłody w Polsce. Warszawa: 1937. Brak numerów stron w książce
- Jan Jerzy Karpiński: Ślady dawnego bartnictwa puszczańskiego na terenie Białowieskiego Parku Narodowego. Kraków: 1948. Brak numerów stron w książce
- Bernard Kielak. Historia bartnictwa na Mazowszu. „Zeszyty Naukowe OTN”. 18, s. 14–25, 2004.
- Urszula Kuczyńska: Bartnictwo Kurpiowskiej Puszczy Zielonej. Wilczyska: Pszczelarska Oficyna Wydawnicza, 2004. ISBN 83-920349-0-2. Brak numerów stron w książce
- Romuald Wróblewski: Barcie, kłody, kószki i ule polskie. Nowy Sącz: ‬Sądecki Bartnik‪, 1998. ISBN 83-907013-6-7. Brak numerów stron w książce
- Romuald Żukowski: Bartnictwo w Zagajnicy Łomżyńskiej w okresie od XVI do połowy XIX wieku. Białystok: Białostockie Towarzystwo Naukowe, 1965. Brak numerów stron w książce